# Список задач о рюкзаке
Задача о рюкзаке (или ранце) — это одна из задач комбинаторной оптимизации. Название это получила от максимизационной задачи укладки как можно большего числа нужных вещей в рюкзак при условии, что общий объём (или вес) всех предметов, способных поместиться в рюкзак, ограничен. Поэтому у задачи существует несколько разновидностей.
Общим для всех видов является наличие набора из {\displaystyle n} предметов, с двумя параметрами — вес {\displaystyle p_{i}>0} и ценность {\displaystyle c_{i}>0}{\displaystyle ,i=1,2,...,n}.Есть рюкзак, определенной вместимости {\displaystyle P}. Задача — собрать рюкзак с максимальной ценностью предметов внутри, соблюдая при этом весовое ограничение рюкзака. Обычно все параметры — целые, не отрицательные числа.

## Рюкзак 0-1(англ.0-1 Knapsack Problem)
Это самая распространенная разновидность рюкзака. Пусть {\displaystyle x_{i}} принимает два значения: {\displaystyle x_{i}=1}, если груз упакован, и {\displaystyle x_{i}=0} в противном случае, где {\displaystyle i=1,2,...,n}. Задача:
максимизировать {\displaystyle \sum _{i=1}^{n}c_{i}x_{i}}
при наличии ограничения {\displaystyle \sum _{i=1}^{n}p_{i}x_{i}\leq P} на вместимость рюкзака.

## Ограниченный рюкзак (англ.Bounded Knapsack Problem)
Каждый предмет {\displaystyle x_{i}} может быть выбран ограниченное число раз. Задача:
максимизировать {\displaystyle \sum _{i=1}^{n}c_{i}x_{i}}
так, чтобы {\displaystyle \sum _{i=1}^{n}p_{i}x_{i}\leq P} выполнялось условие на вместимость
и {\displaystyle x_{i}\in (0,1,...,m_{i})} для всех {\displaystyle i=1,2,...,n}.
Число {\displaystyle m_{i}} называют границей.

## Неограниченный рюкзак (целочисленный рюкзак) (англ.Unbounded Knapsack Problem (integer knapsack))
Каждый предмет {\displaystyle x_{i}} может быть выбран неограниченное число раз. Задача:
максимизировать {\displaystyle \sum _{i=1}^{n}c_{i}x_{i}}
так, чтобы {\displaystyle \sum _{i=1}^{n}p_{i}x_{i}\leq P} выполнялось условие на вместимость
и целое {\displaystyle x_{i}\geq 0}  для всех {\displaystyle i=1,2,...,n}.

## Рюкзак с мультивыбором (англ.Multiple-choice Knapsack Problem)
Все предметы {\displaystyle x_{i}} разделяют на {\displaystyle s} классов {\displaystyle S_{i}}. Обязательным является условие выбора только одного предмета из каждого класса. {\displaystyle x_{i}} принимает значение только 0 и 1. Задача:
максимизировать {\displaystyle \sum _{i=1}^{n}\sum _{j\in S_{i}}c_{ij}x_{ij}}
так, чтобы {\displaystyle \sum _{i=1}^{n}\sum _{j\in S_{i}}p_{ij}x_{ij}\leq P} выполнялось условие на вместимость,
{\displaystyle \sum _{j\in S_{i}}x_{ij}=1} для всех {\displaystyle i=1,2,...,n}

## Мультипликативный рюкзак (англ.Multiple Knapsack Problem)
Пусть у нас есть {\displaystyle n} предметов и {\displaystyle m} рюкзаков ({\displaystyle m\leq n}). У каждого предмета, как и раньше, есть вес {\displaystyle p_{j}>0} и ценность {\displaystyle c_{j}>0}{\displaystyle j=1,2,...,n}, у каждого рюкзака соответственно своя вместимость {\displaystyle P_{i}} при {\displaystyle i=1,2,...,m}. {\displaystyle x_{i}\in {0,1}}. Задача:
максимизировать {\displaystyle \sum _{i=1}^{m}\sum _{j=1}^{n}c_{j}x_{ij}}
так, чтобы {\displaystyle \sum _{i=1}^{n}p_{j}x_{ij}\leq P_{i}} выполнялось условие для всех {\displaystyle i=1,2,...,m},
{\displaystyle \sum _{j=1}^{m}x_{ij}\leq 1} для всех {\displaystyle i=1,2,...,n}.

## Многомерный рюкзак (англ.Multi-dimensional knapsack problem)
Если есть более одного ограничения на рюкзак, например объем и вес, задачу называют m-мерной задачей о ранце. Например, для не ограниченного варианта:
максимизировать {\displaystyle \sum _{i=1}^{n}c_{i}x_{i}}
так, чтобы {\displaystyle \sum _{i=1}^{n}p_{ij}x_{i}\leq P_{j}}, {\displaystyle j=1,2,...,m}
и {\displaystyle x_{i}\geq 0} для всех {\displaystyle i=1,2,...,n}.

## Квадратичная задача о рюкзаке (англ.Quadratic knapsack problem)
Квадратичная задача о ранце представляет собой модификацию классических задач о ранце с ценностью, являющейся квадратичной формой. Пусть {\displaystyle x=(x_{1},..,x_{n})} - вектор, задающий, сколько экземпляров каждого предмета окажется в рюкзаке. Задача:
максимизировать {\displaystyle x^{T}Qx}
при условиях  {\displaystyle \sum _{i=1}^{n}p_{i}x_{i}\leq P}, {\displaystyle x\in B^{n}}, или
минимизировать {\displaystyle x^{T}Qx}
при условиях  {\displaystyle \sum _{i=1}^{n}p_{i}x_{i}\geq P}, {\displaystyle x\in B^{n}}.
При этом {\displaystyle Q} — неотрицательно определенная матрица размера {\displaystyle n\times n}, {\displaystyle B^{n}} задаёт ограничения на количество предметов.